# Unabhängige Schriftsteller Assoziation Dresden
Die Unabhängige Schriftsteller Assoziation Dresden (ASSO) ist ein eingetragener Verein von Schriftstellern zur Förderung der Literatur.

## Geschichte
Der Verein wurde im Dezember 1989 gegründet. Er residierte kurzzeitig im Club Müllerbrunnen, später in der Jugendbibliothek in der Straße der Befreiung (heute „Hauptstraße“). 1993 startete die ASSO ein Programm zur Förderung polnischer Literatur in Deutschland. Sie ermöglichten regelmäßige Gastauftritte polnischer Autoren wie Ryszard Krynicki, Anna Janko oder Ernest Dyczek. 1994 gründete der Verein gemeinsam mit anderen das Dresdner Literaturbüro. Der Verein gab einige Jahre die Literaturzeitschrift Ostra-Gehege heraus und unterstützt die Zeitschrift Signum. Von 2001 bis 2009 war Uwe Claus Vorsitzender der ASSO. Seit 2009 ist es Uta Hauthal.
Weitere bekannte Mitglieder sind Michael Wüstefeld, Michael Bartsch, Jens Wonneberger und Michael G. Fritz.